# 10 Tage im Oktober

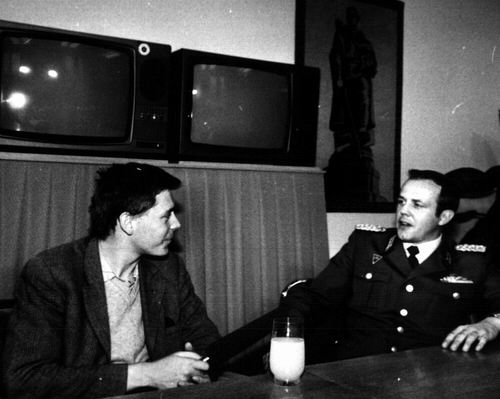
10 Tage im Oktober

10 Tage im Oktober ist ein deutscher Dokumentarfilm aus dem Jahr 1989. Er gehört offiziell zum Deutschen Filmerbe. Regie führte Thomas Frick, produziert wurde der Film von Thomas Zickler, der unter anderem für Kinoerfolge wie Knockin’ on Heaven’s Door, Keinohrhasen und Honig im Kopf verantwortlich war. 

## Inhalt
Der Film begleitet, beginnend mit dem 13. Oktober 1989, über die Dauer von 10 Tagen Angela Kunze während ihres Hungerstreiks in der Gethsemanekirche in Berlin. Mit ihrer Fastenaktion kämpft sie für die Freilassung inhaftierter Demonstranten. Der Ort ist in den vergangenen Tagen zum Zufluchtsort geworden. Verfolgte Demonstranten und Bürger kommen ebenso zu Wort wie Protagonisten der Bürgerrechtsbewegung der DDR wie Ulrike Poppe und Werner Fischer – aber auch der für die Verhaftungen verantwortliche Kommandeur der Volkspolizei-Einsatzkräfte Oberstleutnant Kunst. Am Ende verkündet Bischof Gottfried Forck die Freilassung der Gefangenen.

## Hintergrund
Regisseur Thomas Frick, Student an der Filmhochschule Babelsberg, erlebte am 7. und 8. Oktober die Demonstrationen und die Polizeigewalt auf den Straßen Berlins, rund um die Gethsemanekirche. Zusammen mit dem Filmproduktionsstudenten Thomas Zickler und weiteren Kommilitonen bat er den Rektor Lothar Bisky um die Bewilligung eines Budgets für einen Film, um die Ereignisse medial festzuhalten und Öffentlichkeit zu gewährleisten.
Mit einfachster Technik, die teilweise durch Polizeiabsperrungen in die Kirche geschmuggelt wurde – wie auch das belichtete Filmmaterial hinaus – dokumentierten sie die folgenden zehn Tage, in denen der Ausgang der Situation und das Schicksal tausender Verhafteter ungewiss war.
Ein besonders glücklicher Umstand für die Dokumentation war ein temporärer Rechtfertigungsdruck der Berliner Volkspolizei, wodurch Interviews mit einfachen Polizisten, aber auch mit Verantwortlichen in der Führungsebene möglich wurden, die einen einzigartigen Einblick in deren Sprech- und Denkweise gestatteten. Das führte u. a. dazu, dass der Film in den Folgejahren vom Goetheinstitut eingesetzt wurde.

## Aufführungen (Auszug)
- Uraufführung: 26. November 1989, Leipzig, Internationale Dokumentarfilmwoche[6]
- Berlinale Forum 1990[7]
- 10 Tage im Oktober wurde im Deutschen und Belgischen Fernsehen ausgestrahlt.
- Retrospektive beim Moving History – Festival des historischen Films, am 27. September 2022 im Filmmuseum Potsdam[8]

## Rezeption

### Auszeichnungen
10 Tage im Oktober wurde auf zahlreichen Festivals weltweit gezeigt und erhielt (zusammen mit den Studentenfilmen Es lebe die R. und Aufbruch ’89 Dresden) die „Goldene Taube“ ehrenhalber beim Leipziger Dokumentarfilmfestival, sowie den Preis für Jugend und Bildung beim Filmfest Frankfurt/M.

### Kritik
„Ebenso erstaunlich, aus damaliger Sicht, war kurz darauf die Tatsache, dass der Film, zusammen mit weiteren HFF-Filmen, auf der Dokumentarfilmwoche in Leipzig laufen durfte - wo er größten Zuspruch und eine Goldene Taube ehrenhalber erhielt.“

„Oktober 1989 – eine außergewöhnliche Zeit. In der Berliner Gethsemanekirche finden sich immer Menschen zusammen, die den Mut gefunden haben, sich gegen staatspolitische Verkrustungen aufzulehnen. Rund um die Gethsemanekirche sprechen die Filmemacher mit Beteiligten, Opfern, Befehlshabern, Befehlsausführenden, Christen, Kommunisten, Polizisten, hörten ihre Irrtümer, Lügen, Hoffnungen. Vor dem Dialog stehen die offenen Fragen und das Zuhören und diese Bilder, die niemand vergessen darf. Ein studentischer Dokumentarfilm, ausgezeichnet mit der ‚Goldenen Taube‘.“

„Studenten der Film- und Fernsehhochschule ‚Konrad Wolf‘ haben in unglaublich kurzer Zeit ein Dokument der Tage des Aufbruchs geschaffen, das in seiner Bildkraft, seiner Nähe zu Beteiligten und Augenzeugen Bestand haben wird.“

## Restaurierung
"In einer Initiative zur Erhaltung des deutschen Filmerbes hat die Förderrunde der FFA Mittel in Höhe von insgesamt 2.422.282 Euro zur Restaurierung und Digitalisierung von 59 Filmen aus neun Jahrzehnten deutscher Filmgeschichte bereitgestellt." Die Fördersumme für 10 Tage im Oktober betrug 39.163,48 Euro. Damit gilt der Film als Filmklassiker und gehört zum Deutschen Filmerbe.